# Matthew Glaetzer
Matthew Glaetzer (Sídney, 24 de agosto de 1992) es un deportista australiano que compite en ciclismo en la modalidad de pista, especialista en las pruebas de velocidad.
Participó en tres Juegos Olímpicos de Verano, obteniendo dos medallas de bronce en París 2024, en las pruebas de velocidad por equipos (junto con Leigh Hoffman y Matthew Richardson) y keirin, el cuarto lugar en Londres 2012 (velocidad por equipos), el cuarto lugar en Río de Janeiro 2016 (velocidad individual y velocidad por equipos) y el cuarto en Tokio 2020 (velocidad por equipos).
Ganó nueve medallas en el Campeonato Mundial de Ciclismo en Pista entre los años 2011 y 2023.

## Medallero internacional
| Juegos Olímpicos   | Juegos Olímpicos         | Juegos Olímpicos  | Juegos Olímpicos      |
| Año                | Lugar                    | Medalla           | Competición           |
| ------------------ | ------------------------ | ----------------- | --------------------- |
| 2024               | París (Francia)          | Medalla de bronce | Velocidad por equipos |
| 2024               | París (Francia)          | Medalla de bronce | Keirin                |
| Campeonato Mundial |                          |                   |                       |
| Año                | Lugar                    | Medalla           | Competición           |
| 2011               | Apeldoorn (Países Bajos) | Medalla de bronce | Velocidad por equipos |
| 2012               | Melbourne (Australia)    | Medalla de oro    | Velocidad por equipos |
| 2016               | Londres (Reino Unido)    | Medalla de plata  | Velocidad individual  |
| 2018               | Apeldoorn (Países Bajos) | Medalla de oro    | Velocidad individual  |
| 2018               | Apeldoorn (Países Bajos) | Medalla de plata  | 1 km contrarreloj     |
| 2022               | Saint-Quentin (Francia)  | Medalla de oro    | Velocidad por equipos |
| 2022               | Saint-Quentin (Francia)  | Medalla de bronce | Velocidad individual  |
| 2023               | Glasgow (Reino Unido)    | Medalla de plata  | Velocidad por equipos |
| 2023               | Glasgow (Reino Unido)    | Medalla de plata  | 1 km contrarreloj     |